# 윤목 (후한)
윤목(尹睦, ? ~ 93년)은 후한 초기의 관료로, 자는 백사(伯師)이며 하남윤 공현(鞏縣) 사람이다.

## 행적
영원 4년(92년), 대사농에서 태위로 승진하였으나 이듬해에 죽었다.
동생의 아들 윤송은 사도를, 윤훈은 대사농을 지냈다.

## 출전
- 범엽, 《후한서》 권4 효화효상제기

| 전임 송유 | 후한의 대사농 ? ~ 92년 음력 8월 신해일 | 후임 장우 |

| 전임 송유 | 후한의 태위 92년 8월 신해일 ~ 93년 10월 신미일 | 후임 장포 |